# Cream-diszkográfia
Ez a szócikk a Cream együttes lemezeinek gyűjteménye.

## Stúdióalbumok
- Fresh Cream – 1966. december 9.
- Disraeli Gears – 1967. november
- Wheels of Fire (dupla album) – 1968. augusztus
- Goodbye – 1969. március

## Koncertalbumok
- Live Cream – 1970. június
- Live Cream Volume II – 1972. július
- Royal Albert Hall, London, May, 2-3-5-6 2005 – 2005. október 4.

## Kislemezek
- Wrapping Paper / Cat’s Squirrel – 1966. október
- I Feel Free / N.S.U. – 1966. december
- Strange Brew / Tales of Brave Ulysses – 1967. június
- Anyone for Tennis / Pressed Rat and Warthog – 1968. május
- Sunshine of Your Love / SWLABR – 1968. szeptember
- Spoonful Part 1 / Spoonful Part 2 – 1968. szeptember
- White Room / Those Were The Days – 1969. január
- Crossroads / Passing the Time – 1969. január
- Badge / What a Bringdown – 1969. április
- Sweet Wine / Lawdy Mama – 1970. június

## Válogatásalbumok
- Best of Cream – 1969.
- Heavy Cream – 1972. október 9.
- Strange Brew: The Very Best of Cream – 1983.
- Creme de la Cream – 1992.
- The Very Best of Cream – 1995. május 9.
- Those Were the Days – 1997. szeptember 23.
- 20th Century Masters: The Millennium Collection: The Best of Cream – 2000. február 29.
- BBC Sessions – 2003. május 25.
- Cream Gold – 2005. április 26.

## Filmográfia
- Cream’s Farewell Concert – a Cream 1968. november 26-i búcsúkoncertjének felvétele (VHS, DVD)
- Strange Brew – nagyrészt a Farewell Concert vágott változata néhány bónuszdallal
- Fresh Live Cream – a Cream Rock and Roll Hall of Fame-be való beiktatása után készített dokumentumfilm interjúkkal és korábban sosem látott felvételekkel (VHS, DVD)
- Royal Albert Hall London May 2-3-5-6 2005 – a 2005 májusában, a Royal Albert Hallban adott koncertek felvétele (DVD)
- Cream: Disraeli Gears (2006) – dokumentumfilm a Disraeli Gears készítéséről és az album 1960-as évekre gyakorolt hatásáról (DVD)
- Cream: Classic Artists – a 2005 októberében, a Madison Square Gardenben adott koncertek előtt és után adott interjúk felvétele, valamint egy CD, melyen öt, a svéd rádióban felvett dal hallható (DVD + CD)